# Wait (White Lion)
Wait è una canzone del gruppo musicale statunitense White Lion, scritta dal cantante Mike Tramp e il chitarrista Vito Bratta. È stata pubblicata come primo singolo dell'album Pride del 1987. È particolarmente famosa per l'assolo di chitarra eseguito in tapping da Vito Bratta.
Il singolo è stato pubblicato il 1º giugno 1987, ma non entrò in classifica fino al febbraio del 1988, periodo in cui la band registrò uno speciale concerto per MTV al noto Ritz di New York City. Nel maggio del 1988, Wait riuscì finalmente a penetrare nella top 10 negli Stati Uniti, in gran parte grazie a MTV che cominciò a mandare in rotazione regolare il suo video musicale - quasi sette mesi dopo l'uscita del singolo. La canzone raggiunse così l'ottavo posto della Billboard Hot 100, e si piazzò inoltre alla posizione numero 48 in Canada e alla numero 88 nel Regno Unito.
La canzone è stata nuovamente registrata da Mike Tramp per l'album Remembering White Lion (uscito anche con il titolo di Last Roar nel 2004) e pubblicata in versione dal vivo nell'album live Rocking the USA del 2005. La versione dal vivo è stata resa disponibile come singolo su iTunes e successivamente inserita come traccia bonus nell'album Return of the Pride nel 2008.
La canzone è stata utilizzata come brano di chiusura del thriller americano "Cold in July", film del 2014 la cui trama è ambientata però nel 1989.

## Tracce
1. Wait – 4:01
2. Don't Give Up – 3:15

## Formazione
- Mike Tramp – voce
- Vito Bratta – chitarre
- James Lomenzo – basso
- Greg D'Angelo – batteria

## Classifiche
| Classifica (1988)             | Posizione massima |
| ----------------------------- | ----------------- |
| Canada                        | 48                |
| Regno Unito                   | 88                |
| Stati Uniti                   | 8                 |
| Stati Uniti (mainstream rock) | 18                |